# Joel Spira
Joel Spira (Stoccolma, 18 luglio 1981) è un attore svedese, vincitore del premio Guldbagge come miglior attore nel 2024.

## Biografia
Studente dell'Accademia di arte drammatica di Malmö, conseguito il diploma collabora con diverse compagnie teatrali nazionali. Nel 2005 il suo debutto televisivo e nel 2010 il suo esordio cinematografico. Sposato, ha tre figli.

## Filmografia parziale
- Halvdan - Il giovane vichingo (Halvdan Viking), regia di Gustaf Åkerblom (2018)
- Sull'isola di Bergman (Bergman Island), regia di Mia Hansen-Løve (2021)
- Syndabocken, regia di Axel Petersén (2023)

## Doppiatori italiani
Nelle versioni in italiano delle opere in cui ha recitato, Joel Spira è stato doppiato da:
- Roberto Gammino in Sull'isola di Bergman

## Riconoscimenti
- Guldbagge
  - 2024 – Miglior attore per Syndabocken